# Strijkkwartet nr. 6 (Sjostakovitsj)
Dmitri Sjostakovitsj's Strijkkwartet Nr. 6 in G majeur (opus 101) werd geschreven in 1956.
Het werk bestaat uit vier delen:
1. Allegretto
2. Moderato con moto
3. Lento
4. Lento - Allegretto

Strijkkwartet nr. 1 · Strijkkwartet nr. 2 · Strijkkwartet nr. 3 · Strijkkwartet nr. 4 · Strijkkwartet nr. 5 · Strijkkwartet nr. 6 · Strijkkwartet nr. 7 · Strijkkwartet nr. 8 · Strijkkwartet nr. 9 · Strijkkwartet nr. 10 · Strijkkwartet nr. 11 · Strijkkwartet nr. 12 · Strijkkwartet nr. 13 · Strijkkwartet nr. 14 · Strijkkwartet nr. 15